# Université occidentale de Sydney
L'université occidentale de Sydney (en anglais : Western Sydney University, littéralement « université de l'ouest de Sydney »), aussi connue sous le sigle WSU, est une université publique située dans l'État de Nouvelle-Galles du Sud, en Australie.
Elle possède des campus dans de nombreuses villes moyennes de la grande banlieue de Sydney, telles Bankstown ou Penrith.
L'UWS valide surtout des études undergraduate, bien que certains étudiants soient postgraduate. Elle accueille également des chercheurs, dont certains ont une réputation internationale,  , .
L'université comptait en 2006 35 061 étudiants et 1 192 employés.
Avant 2015, elle portait le nom University of Western Sydney (UWS).

## Histoire

### De 1989 à 2000
Au début des années 1980, l'université consiste en un amalgame de campus hétérogène, enseignant principalement l'agronomie pour la population essentiellement rurale de la région. En 1989, tous les établissements d'enseignement supérieur de la région se réunissent sous un même nom et statut, celui de l'UWS. Ils conservent néanmoins leur spécificité, et on retrouve ainsi trois établissements, dont le nom est précédé du sigle UWS : UWS Nepean, UWS Hawkesbury et UWS Macarthur. L'UWS est donc à ce moment-là plus une superstructure qu'une véritable université. Ce n'est qu'en 2000 qu'elle devient une seule université, mais aux campus multiples.

### De 2000 à aujourd'hui
En 2000, après une restructuration afin de réduire les coûts de l'université, certaines formations, qui attiraient peu ou pas d'étudiants (ainsi la psychologie critique ou encore les systèmes d'agriculture) sont supprimées. Les étudiants qui, à cette date, avaient commencé des études dans ces domaines pouvaient les terminer, mais les filières n'étaient plus ouvertes au recrutement. La fermeture d'une filière artistique suscita de nombreuses protestations, de nombreux artistes de la région ayant étudié à l'UWS. Ces protestations conduisirent au retrait de la mesure et à la réouverture de la filière.
Au début des années 2000, l'université consolide ses facultés d' Art,,  de sciences sociales et de psychologie. Des cycles undergraduate en nanotechnologies et biotechnologies sont également créés.
Les équipements informatiques ne sont installés que tardivement, en 2002. En 2003, dans le cadre du Festival de Sydney (la plus grande manifestation culturelle d'Australie), l'UWS accueille une série de conférences sur Samuel Beckett.
Toujours en 2003 une très vive et importante controverse oppose le gouvernement de Nouvelle-Galles du Sud et le gouvernement fédéral d'Australie autour de l'UWS. Dans une lettre au Parlement d'Australie, Jackie Kelly, membre de la Chambre des représentants et du Parti libéral d'Australie, accuse le conseil d'administration de l'UWS de mauvaise gestion. Le libéral Charlie Lynn fait écho à cette protestation : 
« Au cours de cinq dernières années, la vice-chancelière Janice Reid a changé l'UWS d'une fière université locale, entreprenante, en une université qui aujourd'hui n'est plus capable d'assurer à ses étudiants des cours corrects. Elle a passé plus de temps à s'assurer que les membres du conseil d'administration et que l'université elle-même soient bien du côté du Parti travailliste australien qu'à en faire une institution éducative de premier plan. Il suffit pour s'en rendre compte d'étudier les engagements des membres du conseil d'administration. (...) La composition politique de celui-ci reflète très mal la composition politique de la région de l'ouest de Sydney. »
Au cours d'une session du parlement de Nouvelle-Galles du Sud, Diane Beamer, membre du parti travailliste, répond à cette attaque de manière elle aussi très vive. Cette affaire est depuis connue en Australie, et plus particulièrement en Nouvelle-Galles du Sud, comme une illustration du problème de l'indépendance politique des universités.
L'UWS a depuis cette date continué à se développer et à se diversifier, créant notamment en 2007 des bachelors en médecine et chirurgie.
En 2015, elle est renommée Western Sydney University (WSU).

## Organisation

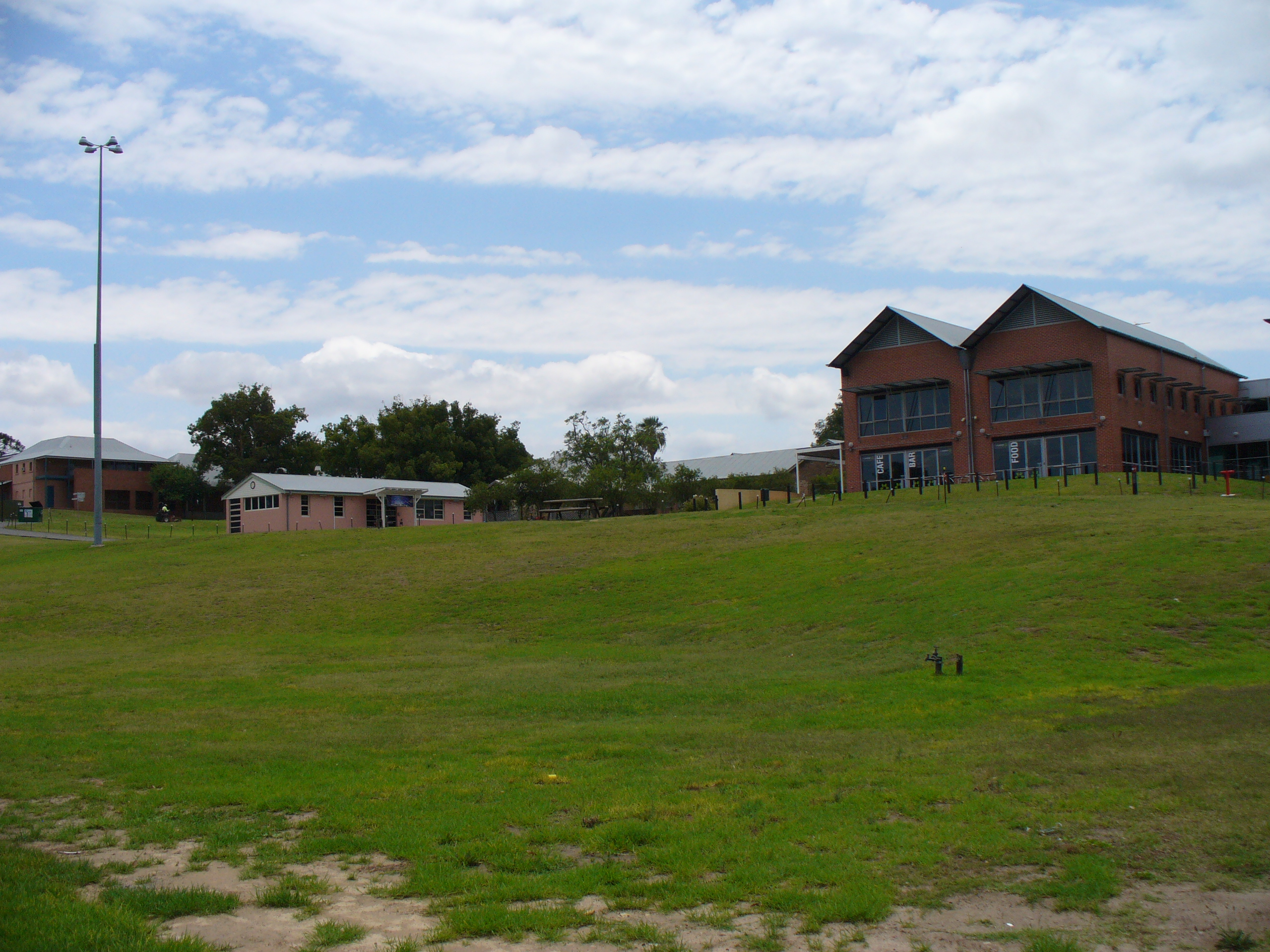
Campus de l'UWS à Parramatta

L'université compte trois colleges, eux-mêmes subdivisés en facultés :
- Collège des arts (en anglais College of Arts)
  - Faculté des arts de la communication
  - Faculté d'éducation
  - Faculté des langages
  - Faculté de psychologie
  - Faculté de sciences sociales

- Collège des affaires (en anglais College of Business)
  - Faculté de comptabilité
  - Faculté d'économie et de finance
  - Faculté de management
  - Faculté de marketing
  - Sydney Graduate School of Management

- Collège de la santé et des sciences (en anglais College of Health and Sciences)
  - Faculté des sciences biomédicales et sciences de la santé
  - Faculté d'informatique et de mathématiques
  - Faculté d'ingénierie
  - Faculté de sciences naturelles
  - Faculté d'infirmiers

## Recherche
Le dernier bilan des recherches effectuées à l'UWS a été publié en 2001. 
L'UWS mène des recherches dans des domaines très variés, allant des nanotechnologies à l'éducation ou le marché immobilier. La diversité de ces recherches reflète la diversité des domaines couverts par l'université.
La célèbre écrivain australienne Alexis Wright, gagnante du Miles Franklin Literary Award, effectue des recherches à l'UWS.

## Organisations étudiantes
L'université compte trois associations ou organisations d'étudiants, chacune ayant son propre domaine.
- L'UWSSA (pour University of Western Sydney Student Association) est une organisation indépendante de l'université. Elle a pour but d'améliorer la vie des étudiants et de les renseigner. Elle publie The Western Onion, le journal de l'université.
- L'UWSconnect est une entreprise détenue par l'université. Elle est responsable de lieux tels les cafés, cafeterias ou bars situés sur les campus. Elle est animée par les étudiants ainsi que par l'université elle-même.
- La PAUWS est une association plus sélective, étant donné qu'elle n'accueille que les étudiants postgraduate soit, en 2006, 5 675 étudiants sur  35 061.

## Classement de l'université
Centrée sur le local, l'université n'a encore jamais été positionnée dans les classements mondiaux comme celui du THES. En ce qui concerne les classements nationaux, elle arrive généralement en milieu ou en fin de liste.
Ainsi, d'après le classement du Melbourne Institute de 2005, l'université est vingt-huitième sur trente-sept avec un score de 41/100. Pour le journal The Australian, en 2005, l'université est trente-troisième sur trente-huit avec un score de 12,85 quand le meilleur score (celui de l'université de Wollongong) est de 34,24.
Selon le classement du même Melbourne Institute de 2007 l'UWS est vingt-troisième sur trente-sept avec un score de 41/100.
La faculté de droit est quant à elle reconnue au niveau national : elle a ainsi remporté la compétition nationale du Law Council of Australia en 2003 et la compétition des associations d'étudiants en droit australasiens de 2008.

## Professeurs et étudiants célèbres
- Yvonne Strahovski, actrice principalement connue pour sa participation à la série Chuck, a étudié le théâtre à l'UWS[13].
- Gail Jones, écrivain et essayiste, est professeur à l'UWS.
- Aziz Shavershian, alias Zyzz.